# Feets, Don't Fail Me Now
Feets, Don't Fail Me Now — це 27-й альбом джазового піаніста Гербі Генкока. Платівка вийшла в лютому 1979 року на лейблі Columbia Records.
Це був перший з альбомів Генкока, який повністю відкинув джаз та фанк на користь комерційнішого (на той час) звучання диско з ефектами вокодера та повторюваними текстами. Фоновий вокал виконав сімейний вокальний колектив з Лос-Анджелеса 'The Waters'. Всі видання LP та CD після першого натискання використовують альтернативну версію «Tell Mix Everybody». Оригінальна версія ввійшла як бонусна доріжка на диску у комплекті Complete Columbia Albums Collection.

## Трек-лист
1. «You Bet Your Love» (Herbie Hancock, David Rubinson, Allee Willis, Jeffrey Cohen) — 7:41
2. «Trust Me» (Hancock, Rubinson, Allee Willis) — 5:44
3. «Ready or Not» (Ray Parker Jr., Cohen) — 6:48
4. «Tell Everybody» (Hancock, Rubinson, Bruce Good, Cohen) — 7:49
5. «Honey From the Jar» (Hancock, Cohen) — 6:53
6. «Knee Deep» (Hancock, Melvin Ragin) — 5:43

## Виконавці
- Гербі Генкок — вокал, клавішні
- Джеймс Гадсон — барабани
- Едді Воткінс — бас
- Рей Обієдо — гітара
- Білл Саммерс — перкусія
- Джулія Тілман Вотерс, Максін Віллард Вотерс, Орен Вотерс та Лютер Уотерс — фоновий вокал
- Рей Паркер-молодший — гітара та барабани у композиції «Ready or Not»
- Кокс Есковедо — тимбалес у композиції «Готовий чи ні»
- Шейла Есковедо — конга у композиції «Готовий чи ні»
- Джеймс Леві — барабани у композиції"Knee Deep" та «Trust Me»
- Фредді Вашингтон — бас у композиції «Knee Deep»
- Wah Wah Watson — гітара у композиції «Knee Deep»
- Бенні Мопін — сопрановий саксофон у композиції «Knee Deep»